# Andrew Barton

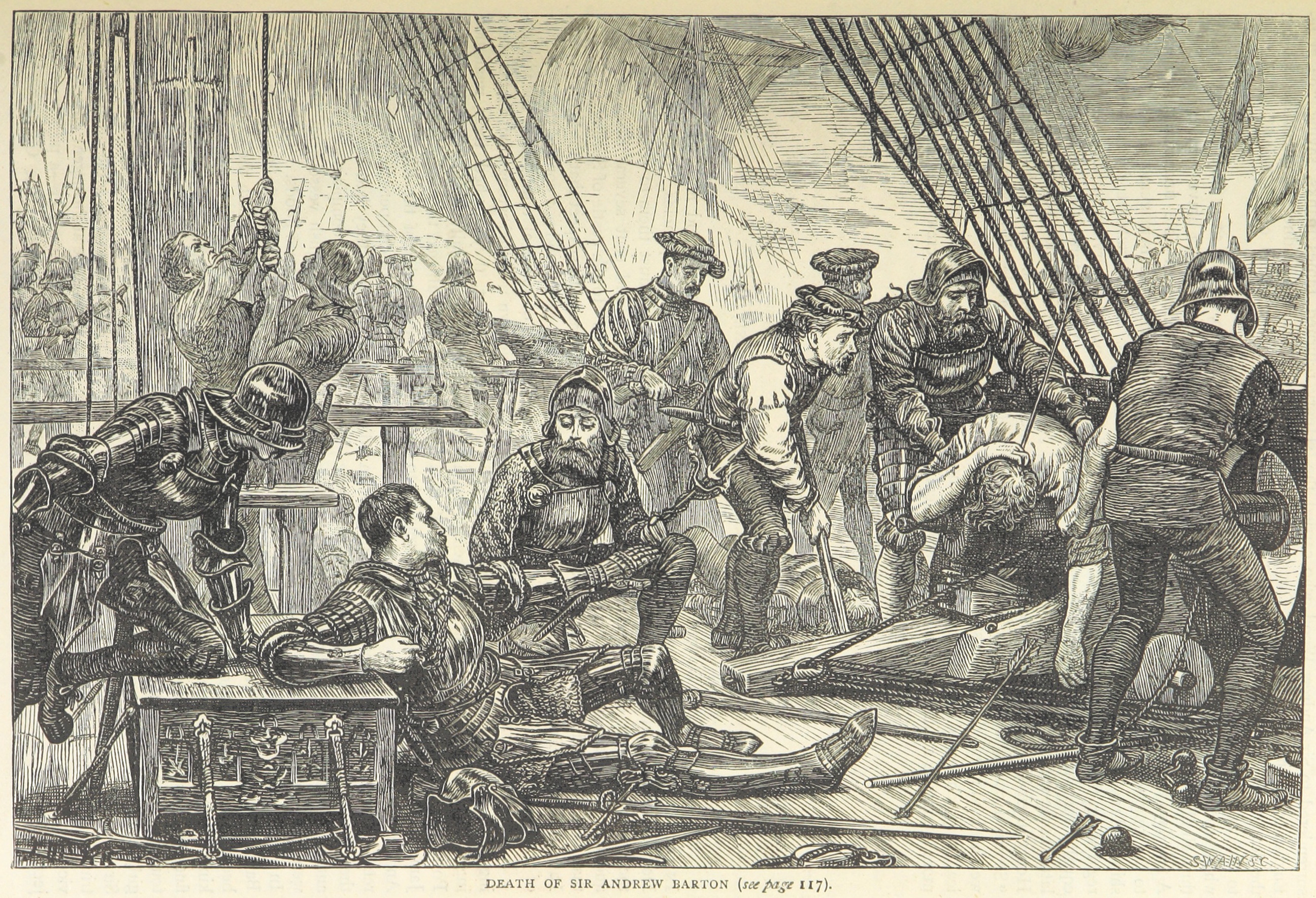
Uma ilustração da morte de Andrew Barton

Andrew Barton (c. 1466 – 2 de agosto de 1511) esteve ao serviço como Alto Almirante da Escócia. Notável na Inglaterra e Portugal como pirata, Barton foi um homem do mar que operou sob a protecção de uma carta de corso da coroa escocesa, que o transformou num corsário. Em 1511 foi vencido e caputrado por Sir Edward Howard.
É sujeito de uma música popular inglesa com o nome Sir Andrew Barton ou Andrew Bartin.